# Aeroportul Maleo
Aeroportul Maleo (IATA: MOH, ICAO: WAFO) este un aeroport din Indonezia.
aeroportul dispune de o singură pistă.